# Manasses III van Rethel
Manasses III van Rethel (overleden in 1081) was van 1048 tot aan zijn dood graaf van Rethel. Hij behoorde tot het huis Rethel.

## Levensloop
Manasses III was waarschijnlijk een zoon van graaf Manasses II van Rethel uit diens huwelijk met Judith van Roucy, dochter van graaf Giselbert van Roucy.
Na de dood van zijn vader in 1048 werd hij graaf van Rethel, wat hij bleef tot aan zijn dood in 1081. Over Manasses' regering is zo goed als niets bekend.
Hij was gehuwd met ene Judith, wier afkomst onduidelijk is. Vermoed wordt dat ze een dochter was van hertog Godfried II van Lotharingen.

## Nakomelingen
Manasses en Judith kregen volgende kinderen:
- Reinoud (overleden tussen 1066 en 1081)
- Hugo I (1040-1118), graaf van Rethel
- Manasses
- Jutta, abdis van Bethany